# City Hunter: Un mágnum destinado al amor
City Hunter: Magnum with Love and Fate (シティーハンター 愛と宿命のマグナム Ai to shukumei no Magnum?), en español City Hunter: Un mágnum destinado al amor es la primera película basada en el anime y manga City Hunter de Tsukasa Hojo.
Se estrenó en Japón el 17 de junio de 1989. Fue transmitida por el canal de pago Locomotion en sus señales de América Latina e Iberia, en idioma original con subtítulos. En España, Jonu Media licenció las películas para su distribución en DVD con doblaje realizado en dicho país, y posteriormente estos fueron emitidos por el canal Buzz.

## Argumento
Ryo Saeba debe hacer de guardaespaldas de una joven pianista que llega a Japón acompañada por su abuelo. Este, se ve involucrado en un caso de espionaje en el cual será raptado por el cónsul de otro país. Esto hará correr peligro la vida de la cliente de Ryo.
Mientras la protege con la ayuda de Kaori, Ryo investiga el deseo principal de su cliente: la búsqueda de su verdadero padre.

## Personajes

### Serie
- Ryo Saeba (冴羽獠 Saeba Ryo?)
- Kaori Makimura (槇村香 Makimura Kaori?)
- Umibōzu (海坊主?)
- Saeko Nogami (野上冴子 Nogami Saeko?)
- Reika Nogami (野上 麗香 Nogami Reika?)
- Miki

### Únicos de la película
- Nina Steinberg